# Жданов, Леонид Иванович
Леонид Иванович Жданов (род. 18 февраля 1938, д. Маркомусы Плесецкого района Архангельской области) — советский и российский военно-морской деятель, вице-адмирал, последний начальник Каспийского высшего военно-морского училища им. С. М. Кирова (1987—1992).

## Биография
Родился 18 февраля 1938 года в деревне Маркомусы Плесецкого района Архангельской области) в семье крестьянина. Мать умерла до начала Великой Отечественной войны, отец — участник войны, рядовой, погиб в 1943 году под Ленинградом. Леонид Жданов воспитывался бабушкой, а после её смерти — тётей и дядей. В 1950 году после окончания 4-го класса поступил в Ленинградское Нахимовское военно-морское училище (ЛНВМУ).

## Военное образование
- В 1956 году окончил ЛНВМУ
- В 1960 году окончил штурманский факультет Высшего военно-морского училища подводного плавания им. Ленинского комсомола.

## Воинская карьера
С 1960 года лейтенант Жданов служил на Северном флоте в должности командира рулевой группы штурманской боевой части (БЧ-1) подводной лодки «С-276» (проект 613), дислоцированной в посёлке Гремиха. После сдачи зачетов на допуск к командованию группой и самостоятельному несению вахты был назначен командиром БЧ-1 (штурманской).
После назначения на должность помощника командира атомной подводной лодки К-181 (проект 627А) неоднократно участвовал в походах на боевую службу. В 1975—1978 годах — командир АПЛ К-438 проекта 671. В 1981—1982 годах — командир 17-й дивизии подводных лодок (Гремиха). Дослужился до заместителя командира флотилии подводных лодок Северного флота.
С 1987 по 1992 год возглавлял Каспийское высшее офицерское училище ВМС СССР. После распада СССР Указом Президента Республики Азербайджан от 3 июля 1992 года училище было переведено под юрисдикцию вновь образованного государства. Директивой Главного штаба ВМФ от 10 сентября 1992 года Каспийское ВВМУ имени С. М. Кирова было расформировано. Л. И. Жданов стал последним начальником КВВМКУ.

## В запасе
После увольнения в запас Леонид Иванович Жданов работал в Центральном картографическом производстве Военно-Морского Флота.

## Семья
- Жена — Аза Михайловна
- Дети — Андрей, Игорь, Марина

## Награды
- Орден Красной Звезды
- Орден «За службу Родине в Вооруженных Силах СССР» III степени
- Медали

## Публикации
- Всегда с флотом: К 50-летию КВВМКУ им. С. М. Кирова // Газета Каспиец, 8 декабря 1989 г., стр. 2-3.
- Российскому флоту XXI века нужны флотоводцы // Морская газета, 19 мая 1994 года.
- Каспийское высшее военно-морское краснознаменное училище имени С. М. Кирова (к 70-летию со дня основания). 17 декабря 2009 года.